# Karen Mantler
Karen Mantler (* 25. April 1966 in New York City, New York) ist eine US-amerikanische Jazzmusikerin (Multiinstrumentalistin und Sängerin).

## Leben und Wirken
Die Tochter von Carla Bley und Michael Mantler begleitete ihre Eltern seit ihrer Geburt bei deren Konzertreisen. Vierjährig wirkte sie bei der Aufnahme des Albums Escalator over the Hill ihrer Mutter mit. Sie erlernte das Glockenspiel und war von 1977 bis 1980 Mitglied der Carla Bley Band. Während des Studiums am Berklee College of Music wechselte sie zur Orgel und zum Klavier. 
1987 kam sie zurück nach New York, wo sie mit Eric Mingus, Jonathan Sanborn, Steve Weisberg, Ethan Winogrand, Marc Muller, Steven Bernstein und Pablo Calogero eine Band gründete. Mit dieser nahm sie ihr erstes Album My Cat Arnold mit eigenen Kompositionen auf, das wie die folgenden beiden ihrem Kater Arnold gewidmet war.
Sie unternahm mit der Band zwei Europatourneen und trat mit ihr beim Montreal International Jazz Festival auf. Sie arbeitete dann mit Steve Swallow, Motohiko Hino und Jack Bruce und unternahm ab 1992 als Organistin mit der Carla Bley Big Band mehrere Europatourneen. Mehrfach wirkte sie an Live-Aufführungen von Escalator Over the Hill mit. 1996 trat sie als Sängerin in der Oper The School Of Understanding ihres Vaters in Kopenhagen auf.
2000 engagierte sie Joe Gallant für die Aufnahme seiner CD Shadowhead. 2001 trat sie als Sängerin mit Annie Whiteheads Band beim von Robert Wyatt organisierten Meltdown Festival in der Londoner Royal Festival Hall auf. Sie arbeitete auch mit Brittany Anjou. Mit Ghost Train Orchestra & Kronos Quartet legte sie 2023 das Album Songs and Symphoniques: The Music of Moondog vor.

## Diskographie
- My Cat Arnold mit Steven Bernstein, Pablo Calogero, Eric Mingus, Marc Muller, Jonathan Sanborn, Steve Weisberg, Ethan Winogrand, 1988
- Karen Mantler and Her Cat Arnold Get the Flu mit Steven Bernstein, Carla Bley, Pablo Calogero, Michael Mantler, Eric Mingus, Marc Muller, Jonathan Sanborn, Steve Swallow, Steve Weisberg, Ethan Winogrand, 1990
- Farewell, 1996
- Karen Mantler's Pet Project mit Steven Bernstein, Carla Bley, Hiram Bullock, Pablo Calogero, Michael Evans, Kato Hideki, Eric Mingus, Chico O’Farrill, Gary Valente, 1999
- Business Is Bad mit Doug Wieselman, Kato Hideki, 2014